# Abatia angeliana
Abatia angeliana é uma espécie de Abatia.

## Sinôimos
- Aphaerema spicata Miers